# グリーゼ433
グリーゼ433とは、天の赤道付近に存在するうみへび座に位置している、複数の太陽系外惑星を持つ薄暗い赤色矮星である。この恒星は、視差の測定に基づいて太陽から29.6光年の距離に存在し、視線速度+18km/sで遠ざかっている。宇宙を通るその動きに基づいて、グリーゼ433は古い銀河円盤にある恒星である。見かけの等級が9.81で、絶対等級が10.07であるため、肉眼で見るのは不可能である。
グリーゼ433は、M2Vのスペクトル分類を持つ小さなM型主系列星である。古い恒星であり、自転周期は約73日であり、その質量の恒星の平均活動レベルを下回っている。太陽質量の48%、太陽半径の53%を持っている。有効温度は3,445ケルビンで、太陽光度のわずか3.4%を放射している。

## 惑星系
グリーゼ433bは、地球の少なくとも6倍の質量を持つスーパー・アースであり、約0.056天文単位の軌道長半径で、軌道を1周するのに約7日かかる。惑星は2009年10月のプレスリリースで発表されたが、当時の発見論文は利用できなかった。Tuomi et alによる2014年の論文に記載されている研究では、グリーゼ433bと、2012年に以前に検出された別の候補惑星であるグリーゼ433cの両方が確認された。
グリーゼ433cは、主星から最も遠い軌道を公転している。今日まで、それはこれまでに検出された中で最も近く、最も主星から離れ、最も温度の低い海王星のような惑星である。
2020年1月に発見されたグリーゼ433dは、質量がグリーゼ433bと非常に似ている。実際にはハビタブルゾーン内で少し離れた軌道を公転しているが、それでも主星に近すぎるため、暖かく、保守的なハビタブルゾーンの狭い境界の内側に存在する。
ハーシェル宇宙天文台を用いた観測では、グリーゼ433の周囲に赤外線が過剰に存在することが判明した。これは、主星の周囲の星周円盤の存在を示している。この特徴は未解決であるが、平均温度が30ケルビンであるため、主星から半径16天文単位以内のどこかに存在している。
| 名称 （恒星に近い順） | 質量                   | 軌道長半径 （天文単位） | 公転周期 (日)               | 軌道離心率      | 軌道傾斜角 | 半径 |
| --------------------- | ---------------------- | ----------------------- | --------------------------- | --------------- | ---------- | ---- |
| b                     | >6.0 M⊕                | 0.054                   | 7.0                         | 0.08            | —          | —    |
| d                     | 5.223 ± 0.921 M⊕       | 0.178 ± 0.006           | 36.059 ± 0.016              | 0.07 ± 0.05     | —          | —    |
| c                     | ≥28.78+19.15 −10.46 M⊕ | 4.692+1.169 −0.768      | 4873.923+1796.128 −1034.762 | 0.21+0.08 −0.21 | —          | —    |